# Toki (Shinkansen)
Pour les articles homonymes, voir Toki.
Le Toki (とき) est le nom d'un service de train à grande vitesse japonais du réseau Shinkansen développé par la JR East sur la ligne Shinkansen Jōetsu. Son nom signifie ibis en japonais.

## Gares desservies
Ce service, mis en place pour l'ouverture de la ligne Jōetsu le 15 novembre 1982, relie Tokyo à Niigata.
| Nom des gares  |
| -------------- |
| Tokyo          |
| Ueno*          |
| Ōmiya          |
| Kumagaya*      |
| Honjō-Waseda*  |
| Takasaki*      |
| Jōmō-Kōgen*    |
| Echigo-Yuzawa* |
| Urasa*         |
| Nagaoka*       |
| Tsubame-Sanjō* |
| Niigata        |

Les gares marquées d'un astérisque ne sont pas desservies par tous les trains.

## Matériel roulant
Les services Toki sont effectués par les Shinkansen E2 et Shinkansen E7. Auparavant, les Shinkansen 200, Shinkansen E1 et Shinkansen E4 effectuaient ce service.

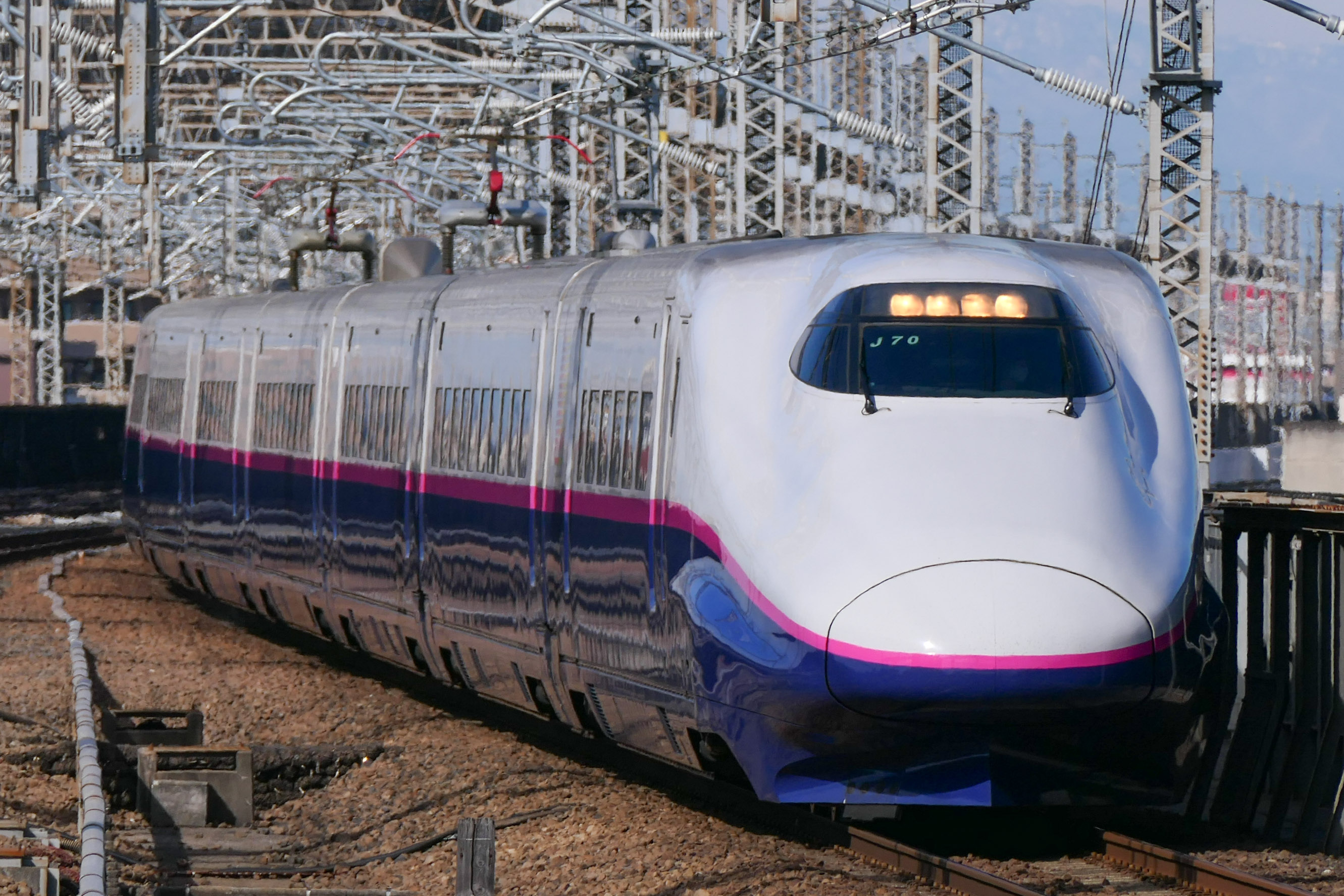
Shinkansen série E2
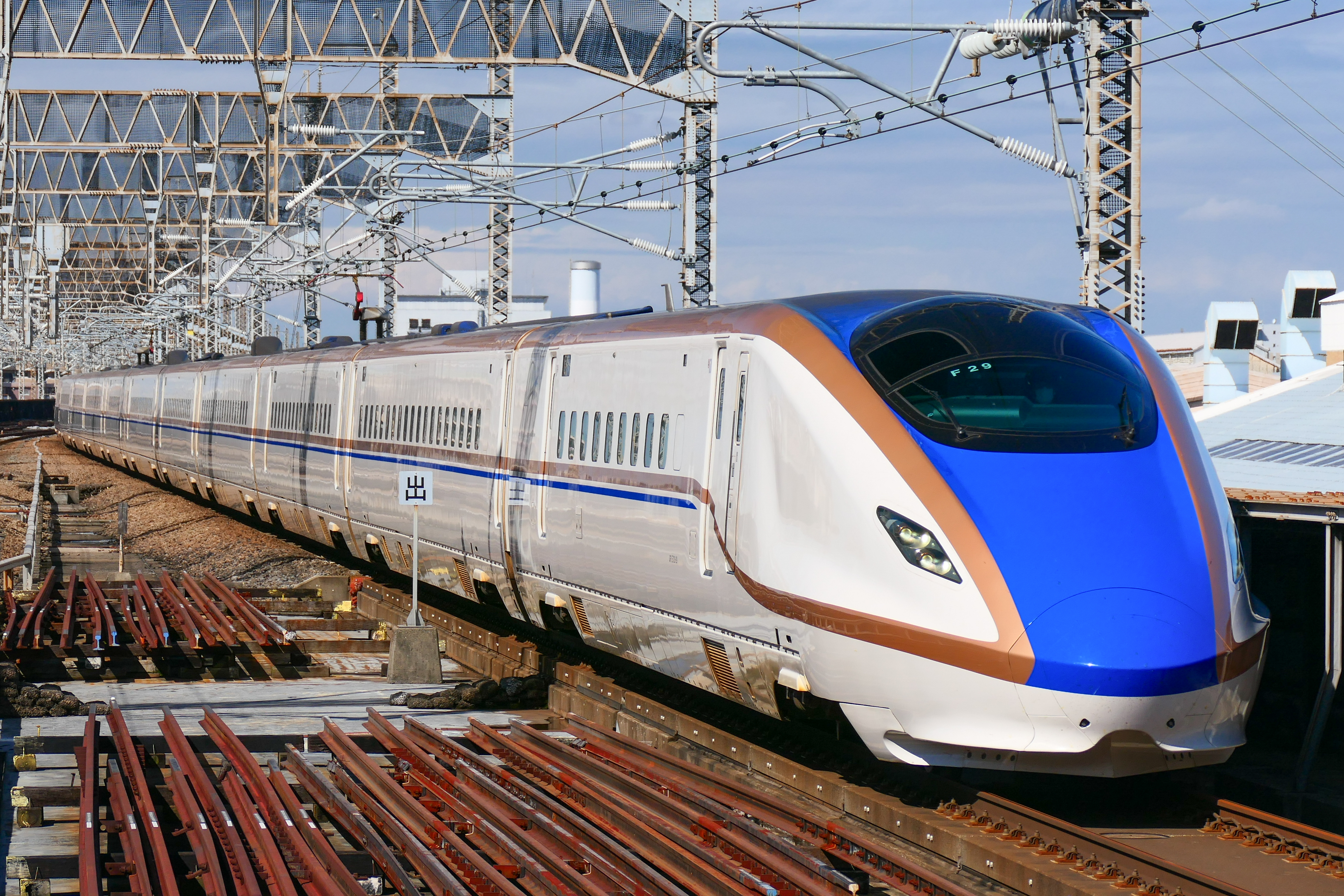
Shinkansen série E7